# Rolf Dach
Rolf Dach (* 19. Januar 1934 in Helbra) ist ein ehemaliger deutscher Diplomat. Er war Botschafter der DDR in der Volksrepublik Kampuchea.

## Leben
Dach absolvierte nach dem Schulbesuch eine Lehre als Kfz-Schlosser. Bis 1952 arbeitete er im  Mansfeld-Kombinat. Er wurde Mitglied der FDJ und der SED. Bis 1960 war er in der FDJ-Kreisleitung Hettstedt beschäftigt. Nach dem Besuch des Instituts für Internationale Beziehungen der Deutschen Akademie für Staats- und Rechtswissenschaft wurde er für die FDJ in Mali tätig. Anschließend war er Lehrer und stellvertretender Direktor der Jugendhochschule „Wilhelm Pieck“. 
Nach seinem Eintritt in den diplomatischen Dienst der DDR war er Erster Sekretär an der Botschaft der DDR in Angola. Von April 1979 bis Mai 1982 fungierte er als Botschafter in der Volksrepublik Kampuchea. Anschließend war er bis 1986 Sektorenleiter im Ministerium für Auswärtige Angelegenheiten der DDR. Von März 1986 bis 1990 war er erneut Botschafter der DDR in Kampuchea.

## Auszeichnungen
- 1976 Medaille „Für hervorragende propagandistische Leistungen“ der FDJ
- 1985 Vaterländischer Verdienstorden in Bronze